# Rotunda svatého Martina (Kostelec u Křížků)

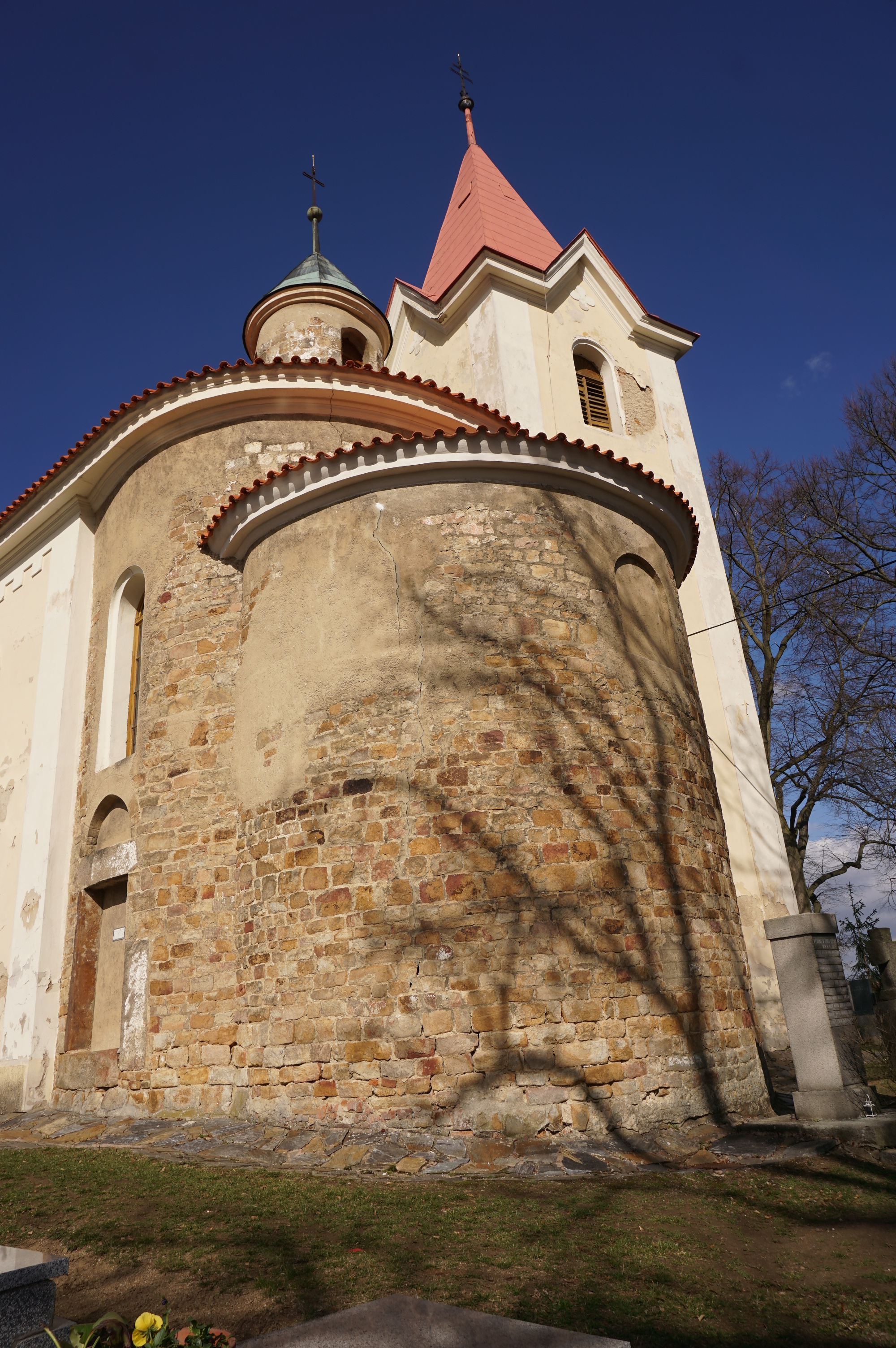
Rotunda sv. Martina s apsidou

Rotunda svatého Martina s apsidou je románskou stavbou v Kostelci u Křížků z doby kolem roku 1150, přístavba lodě byla provedena v roce 1258. V polovině 19. století byla nahrazena lodí nynější. V téže době byla dřevěná horní část věže nahrazena kamennou. Roku 1953 byly odstraněny pseudorománské úpravy. Kolem rotundy se rozkládá hřbitov ze začátku 13. století. U hřbitovní brány stojí barokní socha sv. Jana Nepomuckého.